# 2008 en animation asiatique
Voir aussi: 2008 au cinéma - 2008 à la télévision
2007 en animation asiatique - 2008 en animation asiatique - 2009 en animation asiatique

## Festivals et conventions
- du 15 au 17 février : Fan Festival au Palais des Festivals de Cannes.
- du 6 au 9 mars : Fête de l'Animation à Lille.
- du 27 au 30 mars : Tōkyō International Anime Fair 2008.
- du 27 au 30 mars : Festival Animasia, à Pessac (33).
- du 30 mai au 1er juin : Epitanime.
- du 3 au 6 juillet : Japan Expo (9e impact)

## Récompenses
- Liste des résultats des Japan Expo Awards

## Principales diffusions en France

### Séries télévisées
- 1er septembre : D.Gray-man
- 1er septembre : Kilari
- 5 septembre : Naruto Shippûden

## Principales diffusions au Japon

### Films
- 19 juillet : Ponyo sur la falaise de Hayao Miyazaki, Pokémon : Giratina et le Gardien du ciel
- 21 septembre : Dragon Ball : Salut ! Son Gokû et ses amis sont de retour !!
- 8 novembre : Eiga Yes! Precure 5 Go Go!: Okashi no Kuni no Happy Bithday

### OAV
- 22 février : Mai-Otome 0
- 17 août : Negima! -Ala Alba-
- 12 septembre : Quiz Magic Academy The Original Animation
- 24 octobre : Mobile Suit Gundam MS IGLOO 2, Jūryoku sensen

### Séries télévisées
- 3 janvier : Rosario + Vampire
- 5 janvier : Zoku Sayonara Zetsubō sensei
- 6 janvier : Minami-ke -Okawari-
- 6 janvier : Shigofumi
- 14 janvier : Moegaku 5
- 14 janvier : Yatterman (saison 1)
- février : Yes! Pretty Cure 5 Go Go!
- 2 avril : Yu-Gi-Oh! 5D's
- 3 avril : Allison & Lillia
- 3 avril : Macross F
- 3 avril : To Love-ru
- 3 avril : ×××Holic Kei
- 6 avril : Code Geass R2
- 6 avril : Zettai Karen Children
- 7 avril : Soul Eater
- 2 juillet : Slayers Revolution
- 3 juillet : Strike Witches
- 6 juillet : Zero no tsukaima: Princesse no Rondo
- 8 juillet : Koihime Musō
- 7 septembre : Battle Spirits Shonen: Toppa Bashin
- 1er octobre : Tora Dora!
- 2 octobre : Rosario + Vampire Capu2
- 3 octobre : Clannad -After Story-
- 4 octobre : Kannagi : Crazy Shrine Maidens
- 4 octobre : Shikabane Hime Aka
- 4 octobre : Shugo Chara!! Doki
- 4 octobre : Toaru Majutsu no Index
- 5 octobre : Ga-Rei -Zero-
- 5 octobre : Gundam 00 (saison 2)
- 7 octobre : Bleach (déplacement de diffusion)
- 9 octobre : Nodame Cantabile Paris-hen
- 10 novembre : Yatterman (saison 2)